# Jemima Rooper
Jemima Rooper (Londra, 24 ottobre 1981) è un'attrice britannica, conosciuta per il ruolo di Amanda Price nella serie televisiva Il romanzo di Amanda.

## Biografia
La madre Alison è giornalista televisiva e due suoi cugini sono registi. Ha frequentato la scuola elementare Redcliffe a Chelsea, Inghilterra.

## Carriera
Ha fatto il suo debutto ad Hollywood nel 2006 con The Black Dahlia. Nel 2008 ha recitato nella serie tv Il romanzo di Amanda ed è stata ospite nella serie Agatha Christie's Poirot. Ha recitato da protagonista nella commedia teatrale Her Naked Skin, al National Theatre. Nel dicembre del 2010 entra nel cast di Me and My Girl al Sheffield Cruicible Theatre, al fianco di Miriam Margolyes. Inoltre è stata vista sulla scena di One Man, Two Guvnors. Il suo prossimo progetto è la commedia-horror Hotel Caledonia.

## Filmografia

### Cinema
- The Higher Mortals, regia di Colin Finbow (1993)
- Willie's War, regia di Colin Finbow (1994)
- Owd Bob, regia di Rodney Gibbons (1998)
- Snapshots - Momenti magici (Snapshots), regia di Rudolf van den Berg (2002)
- Il risveglio del tuono (A Sound of Thunder) , regia di Peter Hyams (2005)
- Kinky Boots - Decisamente diversi (Kinky Boots), regia di Julian Jarrold (2005)
- Black Dahlia (The Black Dahlia), regia di Brian De Palma (2006)
- What If, regia di Michael Dowse (2013)
- One Chance - L'opera della mia vita (One Chance), regia di David Frankel (2013)
- Matriarch - regia di Ben Steiner (2022)
- JOY - The Birth of IVF (Joy) , regia di Ben Taylor (2024)
- Here, regia di Robert Zemeckis (2024)

### Televisione
- The Famous Five – serie TV, 26 episodi (1995-1997)
- Animal Ark – serie TV, episodio 2x06 (1998)
- Shockers – serie TV, episodio 1x03 (1998)
- Wives and Daughters – miniserie TV, episodi 2-4 (1999)
- Junk, regia di Marcus D.F. White – film TV (1999)
- I ragazzi della stazione (The Railway Children), regia di Catherine Morshead – film TV (2000)
- Love in a Cold Climate – miniserie TV (2001)
- L'ispettore Barnaby (Midsomer Murders) – serie TV, episodio 7x06 (2004)
- As If – serie TV, 76 episodi (2001-2004)
- Hex – serie TV, 18 episodi (2004-2005)
- Sugar Rush – serie TV, episodio 2x05 (2006)
- Sinchronicity – serie TV, 6 episodi (2006)
- Perfect Day: The Millennium, regia di Harry Bradbeer – film TV (2006)
- Random Quest, regia di Luke Watson – film TV (2006)
- Testimoni silenziosi (Silent Witness) – serie TV, 4 episodi (2006-2019)
- Life Line, regia di Jamie Payne – film TV (2007)
- The Time of Your Life – miniserie TV, 5 episodi (2007)
- Poirot (Agatha Christie's Poirot) – serie TV, episodio 11x03 (2008)
- Il romanzo di Amanda (Lost in Austen) – miniserie TV, 4 episodi (2008)
- Reunited, regia di Simon Delaney – film TV (2010)
- Mystery! – serie TV, 1 episodio (2010)
- Bouquet of Barbed Wire – miniserie TV, 3 episodi (2010)
- Atlantis – serie TV, 13 episodi (2013-2015)
- Blandings – serie TV, episodio 2x03 (2014)
- Fearless – serie TV, episodi 1x01-1x02-1x03 (2017)
- Delitti in Paradiso (Death in Paradise) – serie TV, episodio 7x01 (2018)
- Padre Brown (Father Brown) – serie TV, episodio 7x03 (2019)
- Gold Digger – miniserie TV, 6 episodi (2019)
- The Girlfriend Experience – serie TV, 7 episodi (2021)
- Flowers in the Attic: The Origin – miniserie TV, 4 episodi (2022)
- Grantchester – serie TV, episodio 8x01 (2023)

## Doppiatrici italiane
Nelle versioni in italiano delle opere in cui ha recitato, Judith Shekoni è stata doppiata da:
- Gemma Donati in Atlantis, Joy
- Perla Liberatori in Gold Digger, Matriarch
- Francesca Manicone in Snapshots - Momenti magici
- Stella Musy in Kinky Boots - Decisamente diversi
- Ilaria Latini in Hex
- Domitilla D'Amico ne Il romanzo di Amanda
- Francesca Fiorentini in Geek Girl
- Valentina Stredini in Here